# Erica lanata
Erica lanata är en ljungväxtart som beskrevs av Gábor Gabriel Andreánszky. Erica lanata ingår i släktet klockljungssläktet, och familjen ljungväxter. Inga underarter finns listade i Catalogue of Life.